# الهوات
الهوات (به عربی: الهوات) یک روستا در سوریه است که در ناحیه مرکزی محرده واقع شده‌است. الهوات ۱۲۸ نفر جمعیت دارد.